# Інокентій Матковський
Іноке́нтій Матко́вський (хресне ім'я Іван; 29 серпня 1722, Жидачівський повіт, Руське воєводство — 1781) — український церковний діяч, василіянин, педагог, консультор (радник) Руської провінції і Василіянського Чину, канівський архимандрит, протоігумен Руської провінції.

## Життєпис
Іван Матковський народився 29 серпня 1722 року в Жидачівському повіті Руського воєводства в сім'ї Георгія і Маріанни. Закінчив клас філософії у Луцьку. 1 вересня 1745 року вступив до Василіянського Чину на новіціят у Почаївський монастир. Через рік 3 вересня 1746 року склав вічні обіти і отримав призначення до Гощі для виконання обов'язків вчителя граматики та синтаксису, поетики та риторики. 15 вересня 1748 року скерований на богословські студії до Папської колегії Поширення Віри в Римі (записаний на навчання 2 грудня 1748), де здобув докторат. Під час навчання в Римі в 1751 році отримав свячення з рук італійсько-албанського архиєпископа Джузеппе Шіро: відповідно, нижчі свячення 21 березня, дияконат 25 березня і священничі свячення 28 березня.
Після навчання призначений проповідником при Львівській Свято-Успенській ставропігійній церкві. Зі Львова 1 серпня 1752 року скерований на професора філософії Луцької монастирської школи. У липні 1753 року для вирішення справ провінції направлений до Рима (у каталозі Свято-Покровської провінції записаний як missus Romam), звідки через рік знову повернувся до Луцького монастиря, де продовжував викладати філософію для ченців. У серпні 1756 року отримав призначення до Львівського монастиря святого Юрія, де три роки викладав спекулятивне богослов'я. На Берестейській генеральній капітулі у 1759 році обраний консультором провінції та призначений ігуменом Загорівського монастиря. По чотирьох роках урядування, на Білостоцькій капітулі 1763 року обраний протоконсультором провінції та призначений ректором школи Львівського монастиря святого Юрія. Після двох років урядування 26 серпня 1765 року скерований до монастиря у Піддубцях, де урядував до 26 жовтня 1767 року, а після цього переїхав до монастиря у Городищі. Брав участь у праці комісії з 12 василіян, т. зв. «форматорів», які з 1 червня по 21 липня 1766 року в Гощанському монастирі опрацювали проєкт василіянських конституцій, які увійшли в історію як «Гощанські конституції» (текст опублікований 1772 року під титулом «Constitutiones examinande et seligendae in futuris Capitulis»).
За урядування протоігумена та Овруцького архимандрита Йосафата Сідлецького делегований до комісії візитаторів монастирів провінції, яку створено за розпорядженням протоархимандрита Іпатія Білинського 12 лютого 1768 року для проведення генеральних візитацій, а з 28 серпня 1768 року після зречення з уряду протоігумена Сідлецького продовжував керувати провінцією як вікарій, урядуючи на цій посаді до 1772 року. На генеральній Берестейській капітулі обраний генеральним консультором Чину. 1775 року отримав привілей від польського короля Станіслава Августа на Канівську архимандрію. У цьому ж році Київський митрополит Филип Володкович уділив свячення на Канівського архимандрита. У травні 1778 року архимандрит Матковський виношував плани заснувати в Каневі публічну школу, яку б провадили василіяни. Сподівався потягнути до цього місця руську молодь, яка виїздила на навчання до Києва і Переяслава та рідко поверталася до Речі Посполитої. Плани ці вдалося реалізувати його наступнику о. Боніфатію Фізикевичу в 1785 році.
На Тороканській капітулі обраний протоігуменом Свято-Покровської провінції. Помер у 1781 році.

## Твори
Відомі принаймні три богословські трактати о. Інокентія Матковського з періоду його викладання в богословській школі ЧСВВ при монастирі святого Юрія у Львові:
- «Tractatus Theologicus speculativo-dogmatico-moralis de Saramentis in genere et in specie…» (у 2-х частинах, 1756—1757 навчальний рік, записав о. Корнилій Срочинський)[9],
- «Tractatus Theologicus de Poenitentia…» (1757—1758 навчальний рік, записав о. Корнилій Срочинський)[9],
- «Tractatus Theologicus de Gratia…» (1758—1759 навчальний рік, записав Бенедикт Холевчинський; трактат зберігається у ЛНБ ім. Стефаника, ф. 3, од. зб. 678)[10].